# Vasilij Archipov
Vasilij Aleksandrovitj Archipov, född 30 januari 1926, död 19 augusti 1998, var en sovjetisk sjöofficer. Han är främst känd för att ha förhindrat krigshandlingar som möjligen kunde eskalerat till kärnvapenkrig i samband med Kubakrisen.
2017 blev Archipov postum mottagare av Future of life-priset.

## Biografi
Archipov växte upp i en bondefamilj utanför staden Staraja Kupavna i Noginsk rajon i Moskva oblast. Han utbildades vid Stilla havets sjöfartshögskola och Kaspiska havets sjöfartshögskola och tog examen 1947. Efter examen tjänstgjorde han inom marinen och blev 1961 ställföreträdande befälhavare ombord på ubåten K-19, som under sin jungfruresa endast tack vare att delar av besättningen offrade sina liv, kunde undvika en härdsmälta ombord den 4 juli 1961.

## Kubakrisen
Hösten 1962 var Archipov andre befälhavare på ubåten B-59 som den 1 oktober seglade som flaggskepp för en flotta tillsammans med tre systerfartyg från sin hemmahamn i Murmansk till Kuba. Vardera ubåt hade 22 torpeder, varav en kärnvapenbestyckad.
Den 24 oktober införde USA en flottblockad mot Kuba och informerade Sovjetunionen om att de avsåg använda sjunkbomber för att tvinga upp eventuella ubåtar till ytan. Informationen nådde dock aldrig B-59 som gått ned i undervattensläge efter att ha siktat amerikanska flygplan. Tre dagar senare, 27 oktober, lokaliserade amerikanska flottan ubåten och hangarfartyget USS Randolph och jagare började trots att man befann sig på internationellt vatten släppa sjunkbomber för att försöka tvinga upp ubåten till ytan. Då ubåtens befälhavare Valentin Savitskij inte kunnat kontakta sina befälhavare, tolkade han detta som stridshandlingar och ville avfyra en kärnvapenbestyckad torped. Archipov motsatte sig detta och istället beslutade man sig för att gå upp till ytan då ubåtens batterier snart var helt urladdade för att avvakta vidare order.

## Senare liv och död
Archipov fortsatte sin tjänst i sovjetiska flottan, där han hade befälet över ubåtar och senare ubåtsflottiljer. År 1975 blev han chef över Kaspiska sjökrigsskolan i Baku och befordrad till konteramiral. Archipov blev sedan viceamiral 1981 och gick i pension i mitten av 1980-talet. Han dog 1998 i staden Zjeleznodorozjnyj, nära Moskva.